# Upper Takutu-Upper Essequibo
Upper Takutu-Upper Essequibo (regio 9) is een van de tien regio's van Guyana. De hoofdstad is Lethem.

## Demografie
Volgens de volkstelling van 2012 telt de regio Upper Takutu-Upper Essequibo zo'n 24.212 inwoners, een stijging vergeleken met de volkstelling van 2002. Het is een van de snelst groeiende regio's in Guyana, met een bevolkingsverdubbeling in de periode 1980 en 2012.
| Volkstellingsjaar | 1980   | 1991   | 2002   | 2012   |
| ----------------- | ------ | ------ | ------ | ------ |
| Inwoners          | 12.868 | 15.058 | 19.387 | 24.212 |

De meerderheid van de bevolking bestaat uit inheemsen (86%), gevolgd door mensen van gemengde afkomst (11%). Er wonen vrij weinig Afro-Guyanezen (1%) en Indo-Guyanezen (1%).

## Plaatsen
- Aishalton
- Dadanawa Ranch
- Kanashen
- Karasabai
- Lethem, hoofdplaats
- Nappi
- St. Ignatius

## Gemeenten
Upper Takutu-Upper Essequibo  was in 2022 onderverdeeld in de volgende gemeenten:
1. Yarong Paru – Good Hope
2. Yakarinta – Wowetta, Surama
3. Toka – Jakaretinga
4. Ireng / Sawariwau (inclusief St. Ignatius)
5. Sand Creek – Dadanawa, Catunarib, Sawariwau
6. Rest van Regio 9
7. Aishalton – Karaudanawa, Achiwib
8. Marudi

## Galerij

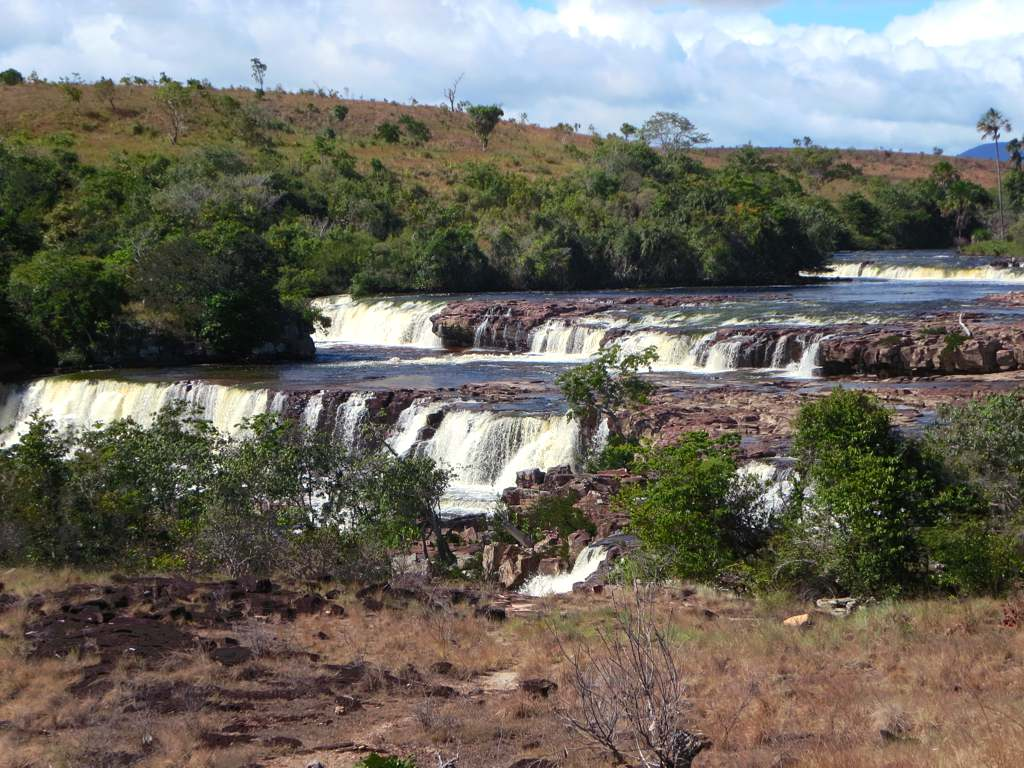
Irengrivier
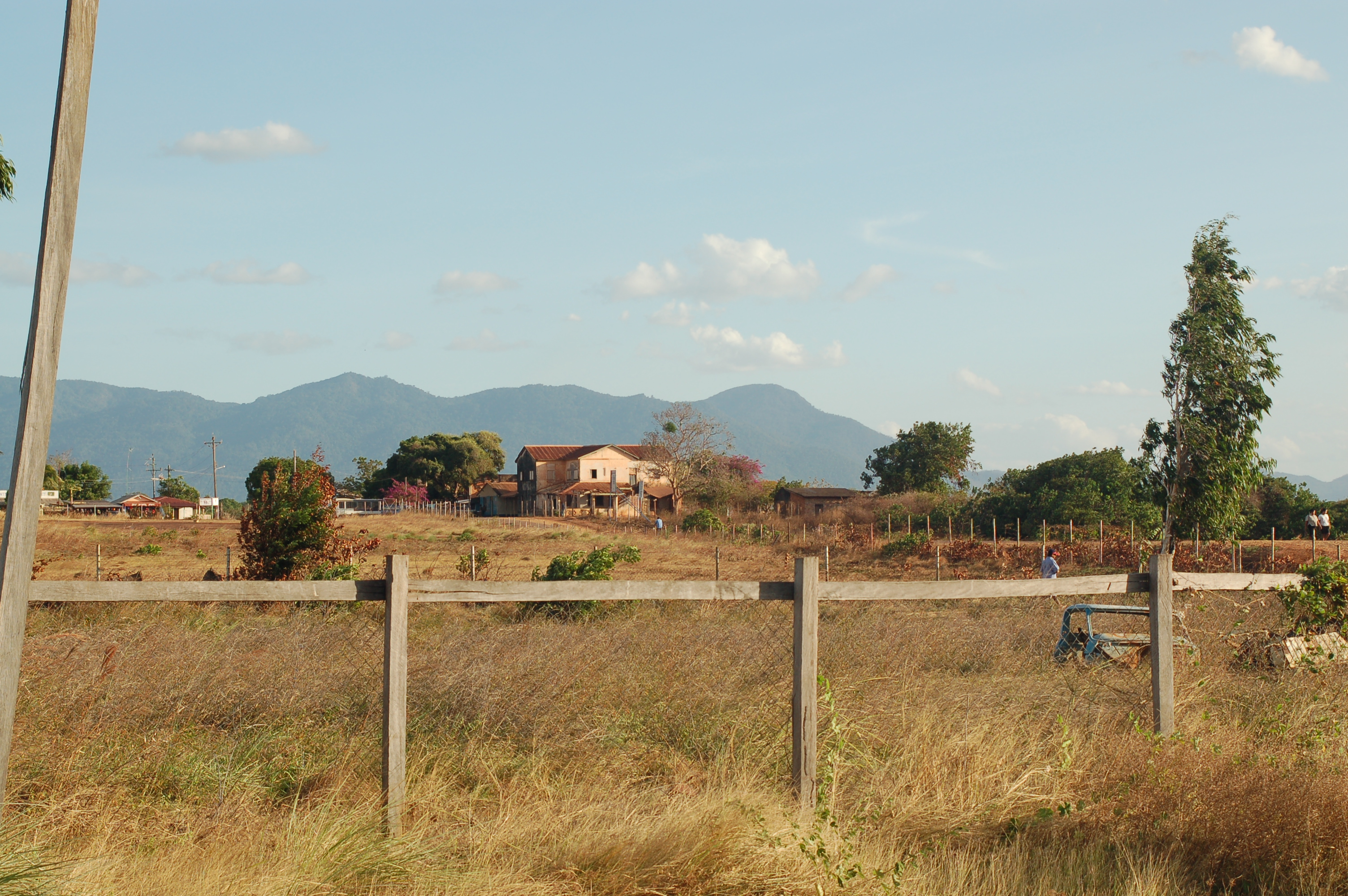
Lethem
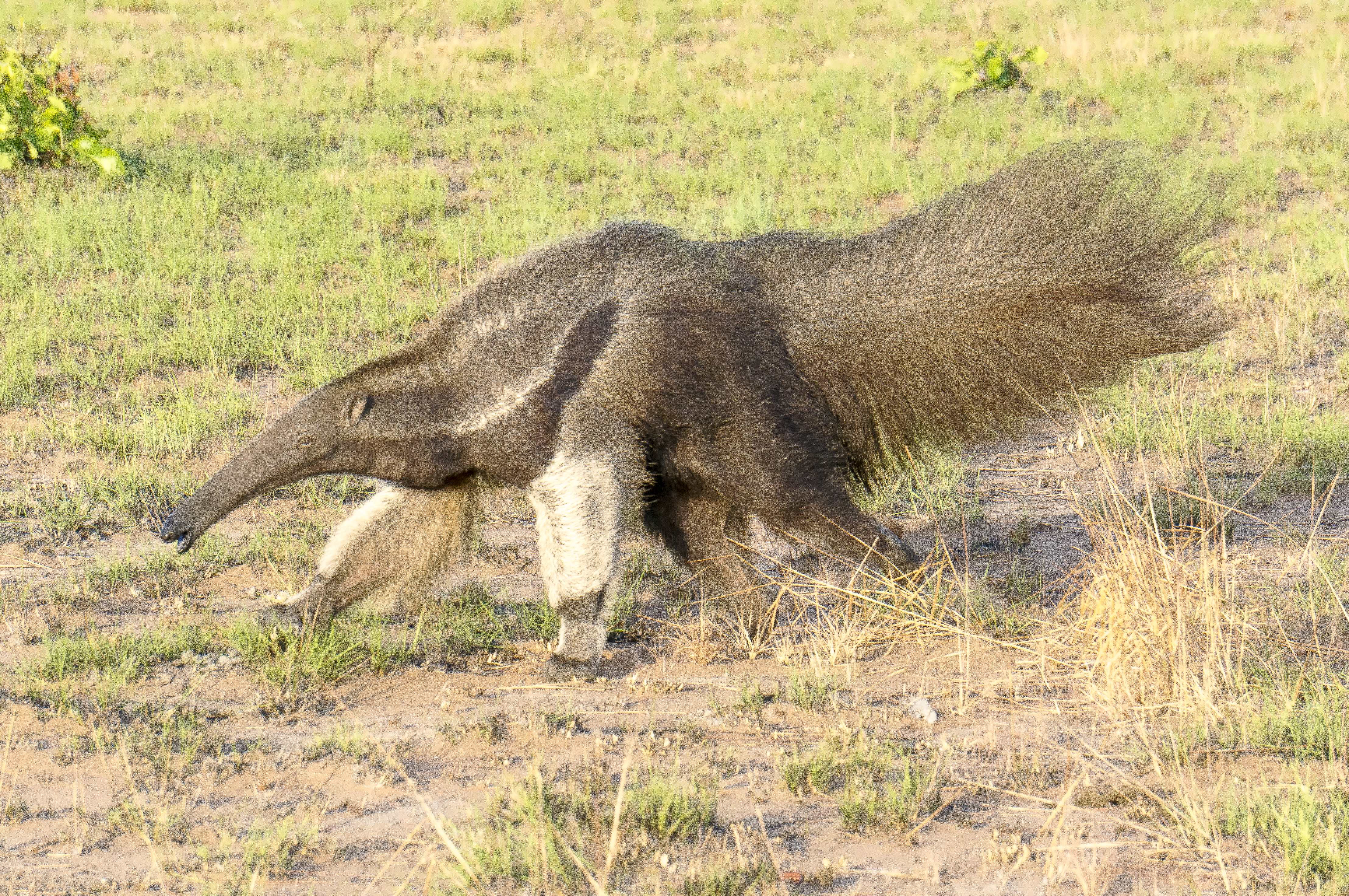
Reuzenmiereneter in Karanambu Ranch
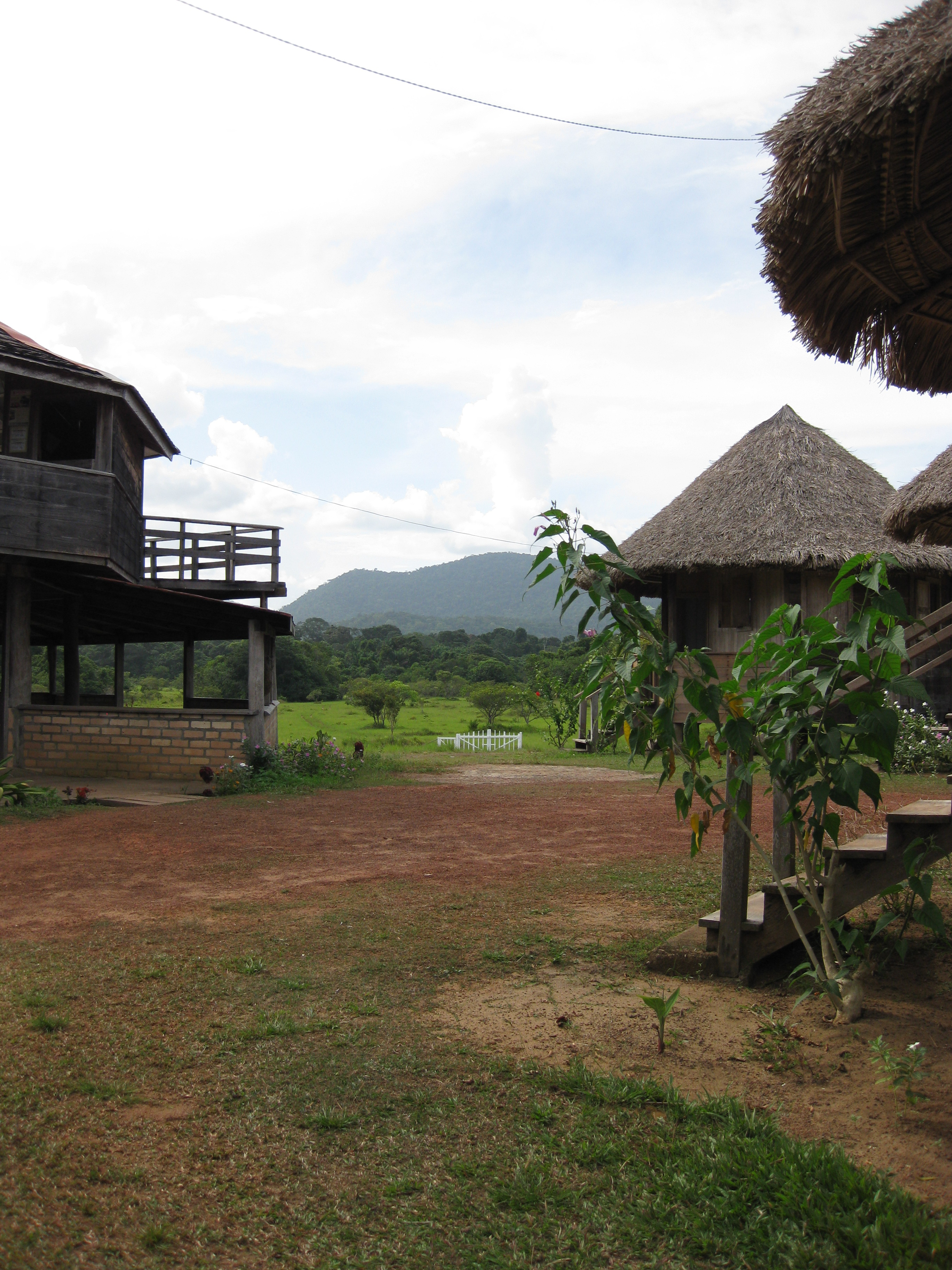
Surama Eco Lodge

Barima-Waini · Pomeroon-Supenaam · Essequibo Islands-West Demerara · Demerara-Mahaica · Mahaica-Berbice · East Berbice-Corentyne · Cuyuni-Mazaruni · Potaro-Siparuni · Upper Takutu-Upper Essequibo · Upper Demerara-Berbice
Aishalton · Dadanawa Ranch · Kanashen · Karasabai · Lethem · Nappi · St. Ignatius